# Alihan İdikut
Alihan İdikut (* 2. Dezember 1995 in Çorum) ist ein türkischer Fußballspieler.

## Karriere

### Verein
İdikut startete mit dem Vereinsfußball 2001 in der Jugend vom Amateurverein Hitit GSK und wechselte 2010 in die Jugend von Çorumspor.
Mit der Spielzeit 2011/12 wurde er bei Çorumspor mit einem Profivertrag ausgestattet und in den Profikader des Drittligisten involviert. Zum Saisonende hin eroberte er sich in dieser Mannschaft einen Stammplatz. Da sein Verein aber zum Saisonende finanziell angeschlagen in die TFF 3. Lig abstieg, wechselte İdikut zum Drittligisten Balıkesirspor. Bei diesem Verein spielte er in seiner ersten Spielzeit fast ausschließlich für die Jugendmannschaft und absolvierte nur am letzten Spieltag der Saison ein Ligaspiel. Mit seiner Mannschaft beendete er die Saison als Meister und stieg damit in die TFF 1. Lig auf.

### Nationalmannschaft
İdikut wurde 2012 einmal in den Kader der türkischen U-17-Nationalmannschaft nominiert, blieb aber ohne Spieleinsatz.

## Erfolge
Mit Balıkesirspor
- Meister der TFF 2. Lig: 2012/13
- Aufstieg in die TFF 1. Lig: 2012/13